# Osamu Dazai
Osamu Dazai (太宰 治 Dazai Osamu, n. 19 iunie 1909, Kanagi⁠(d), Prefectura Aomori, Japonia – d. 13 iunie 1948, Mitaka, Japonia) a fost un scriitor japonez considerat unul din marii scriitori ai literaturii japoneze din secolul 20,cunoscut pentru stilul său autobiographic și narațiunea la persoana întâi.

## Biografie

### Anii de școală

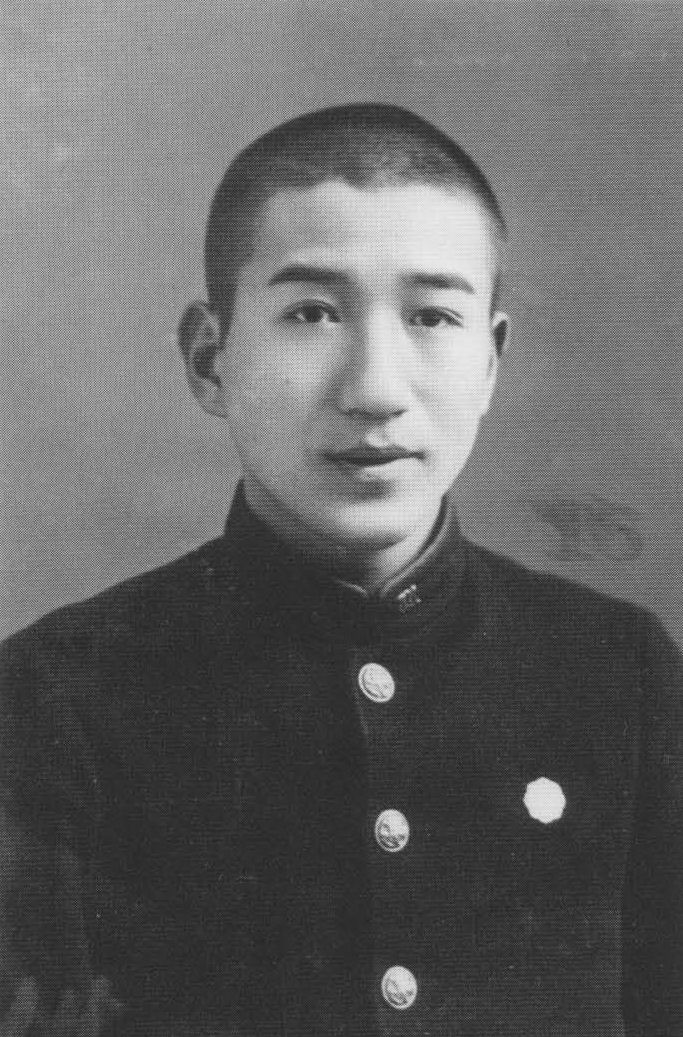
Osamu Dazai la liceu.

Dazai, pe numele său real Shūji Tsushima (津島修治 Tsushima Shūji), a fost cel de-al optulea copil al unei familii înstărite din Kanagi,Prefectura Aomori. A fost crescut în mare parte de servitori după ce mama lui se îmbolnăvise dând naștere celui de-al unsprezecelea copil, iar tatăl lui ocupat nu stătea pe acasă mai deloc.
Tsushima a mers la liceul Aomori, fiind un elev excelent și un scriitor capabil, editând scrieri ale altor elevi și publicând unele din scrierile sale.Dar viața lui a început să se schimbe când idolul său Ryūnosuke Akutagawa s-a sinucis în anul 1927.Astfel Tsushima a început să își neglijeze studiile, ducând o viață dezordonată și cheltuind toată alocația de acasă pe alcool și prostituate. În primele sale opere și-a exprimat frecvent vina de a fi născut în ce numea el, o clasă socială nepotrivită.Din cauza tatălui său care îl voia un student eminent și cu o viitoare viață de succes, pe data de 10 decembrie 1929, cu o noapte înaintea examenului de sfârșit de an pe care era sigur că nu îl va trece, a încercat să se sinucidă cu o supradoză de somnifere dar a supraviețuit și a promovat examenul anul viitor.
Tsushima s-a înrolat în clasa de literatură franceză a universității imperiale din Tokio dar și-a încheiat iarăși prematur studiile.În Octombrie, a fost gonit din familie după ce s-a aflat de relația lui cu geisha Hatsuo Oyama. Nouă zile mai târziu a încercat pentru a doua oară să se sinucidă, aruncându-se în apa de pe plaja Kamakura împreună cu Tanabe Shimeko, o barmaniță pe care a cunoscut-o în barul unde aceasta lucra.Shimeko a murit dar nu și Tsushima, după ce a fost salvat de niște pescari într-o barcă. Șocați la aflarea veștii, familia lui Tsushima a intervenit pentru ca poliția să nu îl acuze de vină în moartea fetei iar în Decembrie Tsushima și Oyama s-au căsătorit.
Dar această aparentă fericire nu a durat mult, Tsushima fiind arestat de implicare în partidul comunist japonez, aducându-i din nou probleme cu familia lui care nu i-a mai trimis alocația. Tsushima a început să se ascundă dar fratele său Bunji a reușit să dea de el și să îi spună că dacă termină studiile și stă departe de partid, lucrurile vor reveni la normal și va primi din nou bani, Tsushima acceptând.

### Începuturi ca scriitor

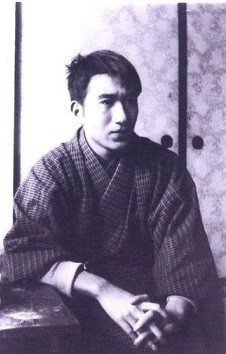
Tsushima în 1928

Spre surprinderea tuturor, Tsushima s-a ținut de cuvânt și și-a făcut ordine în viață.A reușit să obțină sprijinul scriitorului Masuji Ibuse, ale cărui relații l-au ajutat să își publice scrierile și să își creeze o reputație.
Următorii ani au fost productivi, Tsushima scriind mult și folosindu-și pentru prima dată numele de scriitor "Osamu Dazai" în nuvela "Ressha" (Trenul, 1933): Primul experiment cu narațiunea la persoana a treia ce a devenit mai târziu stilul lui caracteristic.Dar în 1935 era clar că Dazai nu putea absolvi, eșuând și în încercarea de a obține un loc de muncă la un ziar din Tokio.După ce a terminat "Ultimii ani" vrându-se a fi ultima lui scriere, Dazai a încercat să se spânzure în Martie 1935, fără succes.
Drama nu avea să se oprească aici.La nici trei săptămâni de la cea de-a treia încercare de sinucidere, Dazai a trebuit să se interneze din cauza apendicitei, timp în care a devenit dependent de Pabinal, un analgezic pe bază de morfină.Luptând un an cu dependența, a fost dus la o instituție pentru boli mintale, încuiat într-o cameră și forțat să se lase de Panibal fără tratament.Fiind departe de casă timp de o lună, soția lui Dazai l-a înșelat cu prietenul lui cel mai bun, Zenshiro Kodate.Aflând de asta, Dazai și soția lui au încercat o dublă sinucidere cu somnifere dar niciunul dintre ei nu a murit iar apoi au divorțat.S-a recăsătorit rapid cu profesoara Michiko Ishihara iar prima lor fiică s-a născut în Iunie 1941.
În anii '30 și '40, Dazai a continuat să scrie romane și nuvele autobiografice.Prima lui poveste, "Gyofukuki" (1933), este o fantezie despre sinucidere. Alte scrieri din această perioadă cuprind "Dōke no hana" (1935), "Gyakkō" (1935), "Kyōgen no kami" (1936), și colecția "Bannen" (Ani de declin, 1936) ce descriu izolarea și viața dezordonată a lui Dazai.

### Ani de război

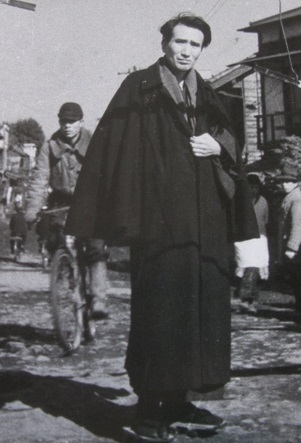
Dazai în 1947-1948

Japonia a intrat în Războiul din Pacific în Decembrie dar Dazai suferea de tuberculoză și nu a fost recrutat în armată.A reușit totuși să își publice scrierile, fiind unul din puținii autori care au putut publica în această perioadă.

### După război
Această perioadă a reprezentat apogeul lui ca scriitor.
Viyon no Tsuma (Soția lui Villon, 1947), prezintă o imagine de după război a Japoniei, naratorul fiind soția unui poet care a abandonat-o. Ea se angajează ca îngrijitor al tavernei de unde soțul ei a furat bani. Determinarea ei de a supraviețui este pusă greu la încercare de viol și decăderea soțului ei, dar voința ei rămâne puternică până la sfârșit.
În Iulie 1947, una din cele mai cunoscute scrieri ale lui Dazai, Shayō (Amurg) ne arată declinul unei familii de nobili după Cel de-al doilea război mondial, transformându-l pe Dazai într-o celebritate.Cartea este bazată pe jurnalul lui Shizuko Ōta, o fană al lui Dazai.Cei doi s-au întâlnit în 1941, iar Shizuko a rămas însărcinată, dând naștere fiicei lor Haruko în 1947.

Fiind întotdeauna un băutor înrăit, a devenit dependent de alcool.Cu încă un copil făcut din flori, sănătatea lui a început să se deterioreze rapid.Cam în această perioadă a întâlnit-o pe Tomie Yamazaki, o văduvă de război care și-a pierdut soțul după 10 ani de căsătorie. Dazai și-a abandonat soția și copii, mutându-se cu Tomie. A scris apoi Ningen shikkaku (Decădere umană; Japoneză: 人間失格), cea mai cunoscută operă literară a lui.

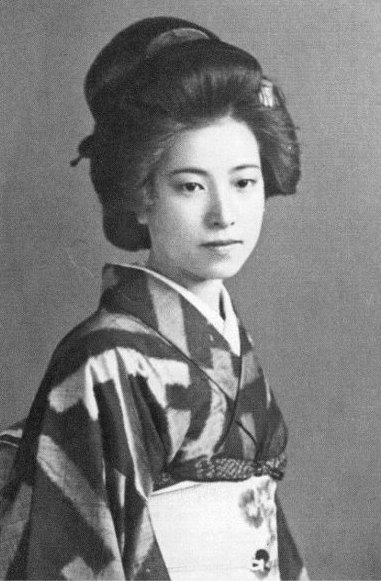
Tomie Yamazaki

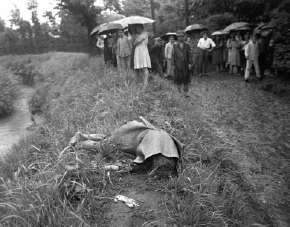
Trupurile lui Dazai și Tomie descoperite în 1948

Primăvara lui 1948 l-a găsit scriind "Guddo Bai" (La revedere; Japoneză: グッド・バイ) iar în vara aceluiași an, Dazai și Tomie au reușit să se sinucidă înecându-se în canalul Tamagawa, apropiat de casa lor. Trupurile au fost găsite pe 19 Iunie, care coincidea cu cea de-a 39-a aniversare a scriitorului. Mormântul lui se află la templul Zenrin-ji în Tokio.
S-a vehiculat și ideea că nu ar fi fost vorba despre o sinucidere, ci că Dazai ar fi fost ucis de Tomie care apoi s-a înecat dar nu au existat dovezi care să susțină această teorie.

### Opere literare
| Year | Titlu în japoneză                    | Traducere                           | Comentarii         |
| ---- | ------------------------------------ | ----------------------------------- | ------------------ |
| 1933 | 思い出 Omoide                        | Amintiri                            | în 'Bannen'        |
| 1935 | 道化の華 Dōke no Hana                | Flori ale bufoneriei                | în 'Bannen'        |
| 1936 | 晩年 Bannen                          | Ultimii ani                         | Colecție de nuvele |
| 1937 | 二十世紀旗手 Nijusseiki Kishu        | Stegarul secolului 20               |                    |
| 1939 | 富嶽百景 Fugaku Hyakkei              | O sută de vederi ale muntelui Fuji  |                    |
| 1939 | 女生徒 Joseito                       | Școlărița                           |                    |
| 1940 | 女の決闘 Onna no Kettō               | Duelul femeilor                     |                    |
| 1940 | 駈込み訴え Kakekomi Uttae            | Un apel urgent                      |                    |
| 1940 | 走れメロス Hashire Merosu            | Fugi, Melos!                        |                    |
| 1941 | 新ハムレット Shin-Hamuretto          | Noul Hamlet                         |                    |
| 1942 | 正義と微笑 Seigi to Bisho            | Dreptate și zâmbet                  |                    |
| 1943 | 右大臣実朝 Udaijin Sanetomo          | Ministrul Sanetomo                  |                    |
| 1944 | 津軽 Tsugaru                         | Tsugaru                             |                    |
| 1945 | パンドラの匣 Pandora no Hako         | Cutia Pandorei                      |                    |
| 1945 | 新釈諸国噺 Shinshaku Shokoku Banashi | O nouă versiune a basmelor populare |                    |
| 1945 | 惜別 Sekibetsu                       | Un adio cu regret                   |                    |
| 1945 | お伽草紙 Otogizōshi                  | Basme                               |                    |
| 1946 | 冬の花火 Fuyu no Hanabi              | Focuri de artifici pe timp de iarnă |                    |
| 1947 | ヴィヨンの妻 Viyon No Tsuma          | Soția lui Villon                    |                    |
| 1947 | 斜陽 Shayō                           | Amurg                               |                    |
| 1948 | 如是我聞 Nyozegamon                  | Așa am auzit                        |                    |
| 1948 | 桜桃 Ōtō                             | Cireș                               |                    |
| 1948 | 人間失格 Ningen Shikkaku             | Decădere umană                      |                    |
| 1948 | グッド・バイ Guddo-bai               | La revedere                         | neterminată        |